# British Home Championship 1919/20
De British Home Championship van 1919/20 was de 32e editie van de British Home Championship. Het toernooi werd gehouden van 25 oktober 1919 tot en met 10 april 1920. Wales werd kampioen.

## Eindstand
| Team      | Gsp | W | G | V | DV | DT | DS | Ptn |
| --------- | --- | - | - | - | -- | -- | -- | --- |
| Wales     | 3   | 1 | 2 | 0 | 5  | 4  | +1 | 4   |
| Schotland | 3   | 1 | 1 | 1 | 8  | 6  | +2 | 3   |
| Engeland  | 3   | 1 | 1 | 1 | 7  | 7  | 0  | 3   |
| Ierland   | 3   | 0 | 2 | 1 | 3  | 6  | –3 | 2   |

## Wedstrijden
|                                                    |                  |       |              |                                                                              |
| 25 oktober 1919 «onderlinge duels» 15:00 uur (UTC) | Ierland          | 1 – 1 | Engeland     | Windsor Park, Belfast Toeschouwers: 30.000 Scheidsrechter: Tom Dougray (SCO) |
| 25 oktober 1919 «onderlinge duels» 15:00 uur (UTC) | Jimmy Ferris 70' |       | 1' Jack Cock | Windsor Park, Belfast Toeschouwers: 30.000 Scheidsrechter: Tom Dougray (SCO) |

|                                                     |                                      |       |                      |                                                                          |
| 14 februari 1920 «onderlinge duels» 15:30 uur (UTC) | Ierland                              | 2 – 2 | Wales                | The Oval, Belfast Toeschouwers: 28.000 Scheidsrechter: Isaac Baker (ENG) |
| 14 februari 1920 «onderlinge duels» 15:30 uur (UTC) | Jack McCandless 8' Billy Emerson 57' |       | 51', 89' Stan Davies | The Oval, Belfast Toeschouwers: 28.000 Scheidsrechter: Isaac Baker (ENG) |

|                                                     |               |       |                  |                                                                           |
| 26 februari 1920 «onderlinge duels» 15:00 uur (UTC) | Wales         | 1 – 1 | Schotland        | Ninian Park, Cardiff Toeschouwers: 15.000 Scheidsrechter: Jim Mason (ENG) |
| 26 februari 1920 «onderlinge duels» 15:00 uur (UTC) | Jack Evans 5' |       | 78' Tommy Cairns | Ninian Park, Cardiff Toeschouwers: 15.000 Scheidsrechter: Jim Mason (ENG) |

|                                                  |                                                    |       |         |                                                                           |
| 13 maart 1920 «onderlinge duels» 15:00 uur (UTC) | Schotland                                          | 3 – 0 | Ierland | Celtic Park, Glasgow Toeschouwers: 39.757 Scheidsrechter: Jim Mason (ENG) |
| 13 maart 1920 «onderlinge duels» 15:00 uur (UTC) | Andy Wilson 8' Alan Morton 42' Andy Cunningham 55' |       |         | Celtic Park, Glasgow Toeschouwers: 39.757 Scheidsrechter: Jim Mason (ENG) |

|                                                    |                   |       |                                          |                                                                          |
| 15 maart 1920 «onderlinge duels» 15:30 uur (UTC+1) | Engeland          | 1 – 2 | Wales                                    | Highbury, Londen Toeschouwers: 21.180 Scheidsrechter: Alex Jackson (SCO) |
| 15 maart 1920 «onderlinge duels» 15:30 uur (UTC+1) | Charlie Buchan 7' |       | 14' (pen.) Stan Davies 35' Dick Richards | Highbury, Londen Toeschouwers: 21.180 Scheidsrechter: Alex Jackson (SCO) |

|                                                    |                                                                   |       |                                                        |                                                                                |
| 10 april 1920 «onderlinge duels» 15:30 uur (UTC+1) | Engeland                                                          | 5 – 4 | Schotland                                              | Hillsborough, Sheffield Toeschouwers: 35.000 Scheidsrechter: Tom Dougray (SCO) |
| 10 april 1920 «onderlinge duels» 15:30 uur (UTC+1) | Jack Cock 9' Alf Quantrill 15' Bob Kelly 57', 73' Fred Morris 67' |       | 13', 40' Tom Miller 21' Andy Wilson 31' Alex Donaldson | Hillsborough, Sheffield Toeschouwers: 35.000 Scheidsrechter: Tom Dougray (SCO) |